# Gare de Montigny-en-Ostrevent
Gare de Montigny-en-Ostrevent vasútállomás Franciaországban, Montigny-en-Ostrevent településen.

## Vasútvonalak
Az állomást az alábbi vasútvonalak érintik:
- Douai-Blanc-Misseron-vasútvonal

## Kapcsolódó állomások
A vasútállomáshoz az alábbi állomások vannak a legközelebb:
- Gare de Douai
- Gare de Somain